# 中央セム諸語
中央セム諸語（ちゅうおうセムしょご、Central Semitic）は、セム語派の下位群のひとつであり、カナン諸語（フェニキア語、ヘブライ語など）、アラム語、ウガリット語、アラビア語などを含む。

## 概要
中央セム諸語という分類は比較的新しいものである。伝統的な分類では、セム語派のうちアッカド語を除く西セム諸語は北西セム語と南セム語に2分され、前者にカナン諸語やアラム語、後者にアラビア語やアムハラ語などが属していた。しかしこの分け方は地理的・文化的な根拠にもとづいており、言語学的な根拠はほとんど存在しない。
これに対して1970年代にロバート・ヘツロンは形態論における革新を根拠にして西セム諸語を再整理し、従来の北西セム語にアラビア語を加えた中央セム諸語を立てた。

## 特徴
音声上、強調音はほかの西セム語（エチオピアの諸言語や現代南アラビア語）では放出音として実現されるが、中央セム語、とくにアラビア語では咽頭化子音（ただし q は口蓋垂音）が現れる。
形態上は、未完了形の語幹がアッカド語・エチオピアの言語・現代南アラビア語に残る（セム祖語に由来する）形であるC1aC2C2VC3ではなく、C1C2VC3の形をしていることがあげられる。たとえばアラビア語で「彼は殺す」（語根 q-t-l）は ya-qattal にはならず、ya-qtulu として現れる（ヘブライ語では yi-qṭol）。この語幹は表面的には要求法(jussive)の形である ya-qtul に類似している。

## 下位分類
中央セム諸語はアラビア語、北西セム諸語、サイハド語（古代南アラビア語）に分かれる。このうちサイハド語は南セム諸語に含められる場合もあるが、動詞の未完了形が中央セム諸語の改新形であると考えられることを根拠に、中央セムに含めた方がよいとされる。北西セム諸語はカナン諸語、アラム語、ウガリット語、およびテル・デイル・アッラーの碑文（バラム碑文）の言語を含む。

## 批判
アラビア語は北西セム語でなく、従来どおり南セム語に近いとする学者もある。両者に共通な特徴としては p の摩擦音化、長母音を持つ動詞語幹（アラビア語の第三・第六派生形）、不規則複数などが挙げられる。